# Arthrostylidium distichum
Arthrostylidium distichum là một loài tre thuộc chi Arthrostylidium có nguồn gốc từ Trung Mỹ, Tây Ấn, phía bắc Nam Mỹ, và phía nam Mexico. Loài này được Pilg. mô tả khoa học đầu tiên năm 1901.